# Codice civile (Italia)
Il codice civile (noto anche come “Codice civile del 1942”) in Italia è un corpo organico di disposizioni di diritto civile e di norme giuridiche di diritto processuale civile di rilievo generale (es. libro VI - titolo IV) e di norme incriminatrici (es. libro V - titolo XI).
Il codice attualmente in vigore è stato emanato con il Regio decreto 16 marzo 1942, n. 262, in materia di "Approvazione del testo del Codice civile", e simbolicamente entrato in vigore il 21 aprile dello stesso anno (in riferimento dalla data convenzionale della fondazione dell'antica Roma) costituisce, insieme alle leggi speciali, una delle fonti del diritto civile italiano in quanto ancora vigente nell'attuale Repubblica Italiana.

## Precedenti storici

### Nell'Italia preunitaria
Se si eccettuano le leggi civili romane, che costituirono le prime collezioni di diritto d'Europa (in particolare il Corpus iuris civilis giustinianeo) ed influenzarono quelle dei primi del XIX secolo, ed eccettuando anche il cosiddetto "Codice Feliciano", cioè il codice civile del Regno di Sardegna promulgato da Carlo Felice nel 1827, la codificazione del diritto civile moderno in Italia è stata influenzata principalmente dalla codificazione francese.
Durante l'età napoleonica, negli anni del dominio di Napoleone Bonaparte in Italia, fu infatti in vigore un codice civile che era la traduzione italiana del code Napoléon; dopo la caduta dell'Impero e dopo la Restaurazione, quasi tutti gli stati europei emanarono codici civili, in gran parte aventi a modello il Code Napoléon.

### L'unità italiana e il codice del 1865
Subito dopo l'unità d'Italia venne esteso al neonato Stato il codice civile sabaudo del 1837, entrato successivamente in vigore il 1º gennaio del 1838.
Il nuovo codice civile italiano del 1865 fu elaborato negli anni successivi all'unità d'Italia sulla base del Code civil des français, o Code Napoléon, anzi, una parte (sebbene minoritaria) della dottrina dell'epoca era favorevole al recepimento in via diretta del codice napoleonico come codice civile italiano (è noto lo slogan di Giuseppe Montanelli: «Viva il Regno d'Italia! Viva Vittorio Emanuele re d'Italia! Viva il Codice Napoleone!»). Venne redatto anche un nuovo codice relativo alla procedura, il codice di procedura civile italiano del 1865.
Fu diviso in tre libri, intitolati:
- il primo, "Delle persone",
- il secondo, "Dei beni, della proprietà e delle sue modificazioni";
- il terzo, "Dei modi di acquistare e di trasmettere la proprietà e gli altri diritti sulle cose".

Nel periodo del colonialismo italiano fu poi redatta anche una variante del Codice Pisanelli, poi varata per le colonie d'Africa da Vittorio Scialoja, con R.D. 28 giugno 1909, che approvava il testo del codice di commercio per la colonia Eritrea.

## Il codice del 1942
Il codice civile vigente in Italia, approvato con R.D. 16 marzo 1942, n. 262, che ha sostituito quello del 1865, è il Codice emanato nel 1942 e differisce dal modello della tradizione francese e italiana dell'Ottocento. Esso risente, oltre che di tale tradizione, anche dell'influenza di un altro modello di codice civile, più recente, che ha avuto un'importanza straordinaria per l'evoluzione della scienza giuridica italiana della prima metà del XIX secolo: si tratta del Bürgerliches Gesetzbuch (BGB) del 1900.
Il codice civile del 1942, a differenza di quelli coevi europei, contiene sia la disciplina del diritto civile che quella del diritto commerciale, in precedenza dettate in codici distinti (c.d. commercializzazione del diritto privato). Alla redazione del codice di procedura civile italiano del 1942 lavorarono personalità quali Dino Grandi e il giurista Piero Calamandrei.

### I lavori preparatori
I lavori per la redazione del codice civile presero il via all’indomani della prima guerra mondiale. Il testo, entrato in vigore nel 1942, è il risultato del lavoro di una serie di commissioni e sottocommissioni formate da professori universitari, magistrati, avvocati e funzionari, coordinate da Filippo Vassalli. Nel codice confluirono gli articolati in origine destinati al codice di commercio, opera di commissioni e sottocommissioni coordinate da Alberto Asquini.
Le vicende relative all'elaborazione del codice civile sono state ricostruite solo in anni recenti. Grazie agli archivi di F. Vassalli e di Asquini, è stato possibile rintracciare i nomi dei giuristi chiamati a esprimere pareri spesso recepiti nella formulazione finale (ad esempio, Piero Calamandrei). Questi giuristi non presero parte alla redazione delle singole norme. È stato messo in luce anche il contributo determinante di alcuni giuristi come Nicola Coco e Giuseppe Osti, quest'ultimo promotore della responsabilità oggettiva del debitore che sarà accolta nel testo del codice (ma che nelle decisioni giurisprudenziali finirà per convivere con la tesi della responsabilità per colpa), e di alti funzionari che nel dopoguerra avranno un ruolo in politica come Giuseppe Medici, e dello stesso Dino Grandi, guardasigilli dal 12 luglio 1939 al 5 febbraio 1943. È stata fatta anche chiarezza su aspetti rimasti oscuri, come i ripetuti tentativi di fascistizzare il codice, in gran parte andati a vuoto, e sulle tormentate vicende che hanno portato all'unificazione del diritto privato.

### Il secondo dopoguerra
Nel secondo dopoguerra il codice del 1942 non subì radicali modifiche ed innovazioni; vennero espunti alcuni elementi come i riferimenti alle norme corporative e le disposizioni razziste. Essenzialmente le più significative furono quelle del diritto del lavoro in Italia, che culminò nell'emanazione della legge 20 maggio 1970, n. 300.

### Le riforme dagli anni '70
Numerosi interventi legislativi hanno modificato e integrato il codice (secondo il principio della novellazione). Si pensi a riforme significative la riforma del diritto di famiglia italiano del 1975 e quella del diritto internazionale privato italiano del 1995, quella del diritto societario del 2003, accanto ad interventi codificativi organici di alcune materie come l'emanazione del codice del consumo del 2005 che hanno contribuito a modernizzare il codice, introducendo quelle necessità di speditezza dei traffici giuridici che un codice prevalentemente statico e di principi generali come quello italiano non possedeva.
Oltre al fenomeno della novellazione, in misura maggiore si è assistito alla proliferazione della legislazione speciale: il legislatore ha spesso preferito, piuttosto che integrarlo o modificarlo, affiancare al codice leggi ad hoc che disciplinassero fenomeni giuridici non coperti dalle previsioni del codice stesso. Ciò ha dato vita al fenomeno della cosiddetta decodificazione del diritto privato, ossia la presenza di sempre più grandi porzioni del diritto privato collocate fuori del codice.

## Struttura
Il Codice Civile si articola in 6 libri, preceduti dalle disposizioni sulla legge in generale (c.d. Preleggi) e succeduti dalle disposizioni di attuazione e transitorie. I sei libri sono i seguenti:
- Libro Primo - Delle Persone e della Famiglia, artt. 1-455 - contiene la disciplina della capacità giuridica delle persone, dei diritti della personalità, delle organizzazioni collettive, della famiglia;
- Libro Secondo - Delle Successioni, artt. 456-809 - contiene la disciplina delle successioni a causa di morte e del contratto di donazione;
- Libro Terzo - Della Proprietà, artt. 810-1172 - contiene la disciplina della proprietà e degli altri diritti reali;
- Libro Quarto - Delle Obbligazioni, artt. 1173-2059 - contiene la disciplina delle obbligazioni e delle loro fonti, cioè principalmente dei contratti e dei fatti illeciti (la cosiddetta responsabilità civile);
- Libro Quinto - Del Lavoro, artt. 2060-2642 - contiene la disciplina dell'impresa in generale, del lavoro subordinato e autonomo, delle società aventi scopo di lucro e della concorrenza;
- Libro Sesto - Della Tutela dei Diritti, artt. 2643-2969 - contiene la disciplina della trascrizione, delle prove, della responsabilità patrimoniale del debitore e delle cause di prelazione, della prescrizione.

| Libro primo   | Delle persone e della famiglia                                                                                                   |
| ------------- | --- |
| Titolo I      | Delle persone fisiche (Artt. 1-10)                                                                                               |
| Titolo II     | Delle persone giuridiche (Artt. 11-42)                                                                                           |
| Titolo III    | Del domicilio e della residenza (Artt. 43-47)                                                                                    |
| Titolo IV     | Dell'assenza e della dichiarazione di morte presunta (Artt. 48-73)                                                               |
| Titolo V      | Della parentela e dell'affinità (Artt. 74-78)                                                                                    |
| Titolo VI     | Del matrimonio (Artt. 79-230) |
| Titolo VII    | Dello stato di figlio (Artt. 231-290)                                                                                            |
| Titolo VIII   | Dell'adozione di persone maggiori di età (Artt. 291-314)                                                                         |
| Titolo IX     | Della responsabilità genitoriale e dei diritti e doveri del figlio (Artt. 315-342)                                               |
| Titolo IX-bis | Ordini di protezione contro gli abusi familiari (Artt. 342-bis—342-ter)                                                          |
| Titolo X      | Della tutela e dell'emancipazione (Artt. 343-399)                                                                                |
| Titolo XI     | Dell'affiliazione e dell'affidamento (Artt. 400-403)                                                                             |
| Titolo XII    | Delle misure di protezione delle persone prive in tutto o in una parte di autonomia (404-432)                                    |
| Titolo XIII   | Degli alimenti (Artt. 433-448)                                                                                                   |
| Titolo XIV    | Degli atti dello stato civile (Artt. 449-455)                                                                                    |
|               | |
| Libro secondo | Delle successioni |
| Titolo I      | Disposizioni generali sulle successioni (Artt. 456-564)                                                                          |
| Titolo II     | Delle successioni legittime (Artt. 565-586)                                                                                      |
| Titolo III    | Delle successioni testamentarie (Artt. 587-712)                                                                                  |
| Titolo IV     | Della divisione (Artt. 713-768)                                                                                                  |
| Titolo V      | Delle donazioni (Artt. 769-809)                                                                                                  |
|               | |
| Libro terzo   | Della proprietà |
| Titolo I      | Dei beni (Artt. 810-831) |
| Titolo II     | Della proprietà (Artt. 832-951)                                                                                                  |
| Titolo III    | Della superficie (Artt. 952-956)                                                                                                 |
| Titolo IV     | Dell'enfiteusi (Artt. 957-977)                                                                                                   |
| Titolo V      | Dell'usufrutto, dell'uso e dell'abitazione (Artt. 978-1026)                                                                      |
| Titolo VI     | Delle servitù prediali (Artt. 1027-1099)                                                                                         |
| Titolo VII    | Della comunione (Artt. 1100-1139)                                                                                                |
| Titolo VIII   | Del possesso (Artt. 1140-1170)                                                                                                   |
| Titolo IX     | Della denunzia di nuova opera e di danno temuto (Artt. 1171-1172)                                                                |
|               | |
| Libro quarto  | Delle obbligazioni |
| Titolo I      | Delle obbligazioni in generale (Artt. 1173-1320)                                                                                 |
| Titolo II     | Dei contratti in generale (Artt. 1321-1469)                                                                                      |
| Titolo III    | Dei singoli contratti (Artt. 1470-1986)                                                                                          |
| Titolo IV     | Delle promesse unilaterali (Artt. 1987-1991)                                                                                     |
| Titolo V      | Dei titoli di credito (Artt. 1992-2027)                                                                                          |
| Titolo VI     | Della gestione di affari (Artt. 2028-2032)                                                                                       |
| Titolo VII    | Del pagamento dell'indebito (Artt. 2033-2040)                                                                                    |
| Titolo VIII   | Dell'arricchimento senza causa (Artt. 2041-2042)                                                                                 |
| Titolo IX     | Dei fatti illeciti (Artt. 2043-2059)                                                                                             |
|               | |
| Libro quinto  | Del lavoro |
| Titolo I      | Della disciplina delle attività professionali (Artt. 2060-2081)                                                                  |
| Titolo II     | Del lavoro nell'impresa (Artt. 2082-2221)                                                                                        |
| Titolo III    | Del lavoro autonomo (Artt. 2222-2238)                                                                                            |
| Titolo IV     | Del lavoro subordinato in particolari rapporti (Artt. 2239-2246)                                                                 |
| Titolo V      | Delle società (Artt. 2247-2510)                                                                                                  |
| Titolo VI     | Delle imprese cooperative e delle mutue assicuratrici (Artt. 2511-2548)                                                          |
| Titolo VII    | Dell'associazione in partecipazione (Artt. 2549-2554)                                                                            |
| Titolo VIII   | Dell'azienda (Artt. 2555-2574)                                                                                                   |
| Titolo IX     | Dei diritti sulle opere dell'ingegno e sulle invenzioni industriali (Artt. 2575-2594)                                            |
| Titolo X      | Della disciplina della concorrenza e dei consorzi (Artt. 2595-2620)                                                              |
| Titolo XI     | Disposizioni penali in materia di società, di consorzi e di altri enti privati (Artt. 2621-2642)                                 |
|               | |
| Libro sesto   | Della tutela dei diritti |
| Titolo I      | Della trascrizione (Artt. 2643-2696)                                                                                             |
| Titolo II     | Delle prove (Artt. 2697-2739) |
| Titolo III    | Della responsabilità patrimoniale, delle cause di prelazione e della conservazione della garanzia patrimoniale (Artt. 2740-2906) |
| Titolo IV     | Della tutela giurisdizionale dei diritti (Artt. 2907-2933)                                                                       |
| Titolo V      | Della prescrizione e della decadenza (Artt. 2934-2969)                                                                           |